# El Progreso, San Luis Potosí
El Progreso är en ort i Mexiko.   Den ligger i kommunen Axtla de Terrazas och delstaten San Luis Potosí, i den sydöstra delen av landet, 220 km norr om huvudstaden Mexico City. El Progreso ligger 91 meter över havet och antalet invånare är 122.
Terrängen runt El Progreso är kuperad söderut, men norrut är den platt. Runt El Progreso är det ganska tätbefolkat, med 179 invånare per kvadratkilometer. Närmaste större samhälle är Tamazunchale, 15,8 km söder om El Progreso. Omgivningarna runt El Progreso är en mosaik av jordbruksmark och naturlig växtlighet.